# Zmienna liczba argumentów
Zmienna liczba argumentów, nieokreślona liczba argumentów, zmienna lista argumentów, to konstrukcja programistyczna umożliwiająca przekazanie do podprogramu nieokreślonej, w deklaracji (lub definicji) podprogramu, liczby argumentów. Programista deklarując (i definiując) podprogram zwykle deklaruje także określoną liczbę parametrów. W wywołaniu takiego podprogramu należy wyspecyfikować odpowiednią liczbę argumentów, odpowiadającą zdefiniowanym parametrom podprogramu. Są to argumenty wymagane. W pewnych językach programowania lub ich konkretnych implementacjach, istnieje możliwość, oprócz specyfikowania argumentów wymaganych, także specyfikowania zmiennej liczby argumentów, dla których w deklaracji podprogramu nie wyspecyfikowano jawnie odpowiednich parametrów. W tym przypadku istnieje konieczność zdefiniowana w implementacji języka programowania możliwości badania ilości przekazanych do podprogramu argumentów w jego wywołaniu i sposobu pobierania kolejnych argumentów z listy wywołania, a także ich prawidłowej interpretacji, w tym rozpoznania typu przekazanej danej.

## Języki programowania

### C
W implementacjach języka C zgodnych z rozszerzeniem standardowym tego języka opracowanym przez ANSI, można definiować funkcje, które mogą być wywoływane ze zmienną liczbą argumentów. W tym przypadku deklarator funkcji, po parametrach określających argumenty wymagane, zawierać powinien symbol "..." (trzy znaki kropki).
Przykładem może być prototyp standardowej funkcji printf
```
int
 
printf
(
char
 
*
Format
,
 
...);

```

Brak jest w tym standardzie określenia sposobu określania ilości argumentów, ich pobierania i interpretacji. Dlatego zwykle odpowiednia implementacja tego zadania należy do programisty. W przypadku funkcji printf jest to umieszczenie w pierwszym argumencie odpowiadającym parametrowi Format odpowiednich specyfikatorów, np. %i – dana typu int, %c – dana typu char, %s – napis (łańcuch znaków) itd. Brak argumentu dla kolejnego specyfikatora wygeneruje błąd.

### Ruby
W języku Ruby, ostatni parametr należy poprzedzić znakiem "*". Taki parametr zostanie przekształcony w tablicę. Ponieważ tablica jest obiektem, posiada metody takie jak np. size określające rozmiar – liczbę elementów, czyli liczbę przekazanych argumentów:
```
def
 
identyfikator
(
*
parametr
)

```

### Visual Basic, VBA
W językach z rodziny Visual Basic, w tym VBA można definiować jako ostatni lub jedyny parametr, specjalny parametr określony frazą ParamArray. Parametr ten jest tablicą, w której zapisane zostaną kolejne argumenty. Typem komórek tej tablicy jest typ Variant, umożliwiający przechowywanie danych różnych typów – dynamiczne typowanie. Odwołanie do kolejnych komórek tablicy zapewnia dostęp do kolejnych argumentów wywołania. Odpowiednie podprogramy wbudowane zapewniają możliwość badania ilości elementów tablicy i typu wartości zapisanej w konkretnej komórce.
Nagłówki podprogramów:
```
Sub
 
Identyfikator1
(
[
parametry_wymagane
,
]
 
ParamArray
()
 
As
 
Variant
)

Function
 
Identyfikator2
(
[
parametry_wymagane
,
]
 
ParamArray
()
 
As
 
Variant
)
 
As
 
Typ_Rezultatu

```